# Sébastien Cibois
Sébastien Cibois (* 2. März 1998 in Argenteuil) ist ein französischer Fußballspieler, der bei AF Rodez in der Ligue 2 unter Vertrag steht.

## Karriere
Cibois begann seine fußballerische Ausbildung bei Paris Saint-Germain, bei denen er bis 2017 spielte. 2015/16 stand er das erste Mal bei der U19 in der Youth League im Kader. 2016/17 spielte er bereits siebenmal in der Youth League, kam aber auch bei der zweiten Mannschaft zu Einsatzzeiten. Auch in der Folgesaison spielte er bei den beiden Teams, stand aber auch bei den Profis im Kader. Auch die Folgesaison absolvierte er zwischen zweiter Mannschaft und den Profis. 2019/20 spielte er gar nicht und wechselte schließlich zu Stade Brest. Nachdem er lange nur zweiter Torwart war, spielte er am 7. Februar 2021 (24. Spieltag) bei einem 2:1-Sieg über Girondins Bordeaux. Anschließend kam er noch ein paar Mal zum Einsatz, war dann jedoch wieder zweiter Torhüter. Im Sommer 2022 wechselte der Franzose zu AF Rodez.